# Le Nid du coucou
Le Nid du coucou (titre original : Gökungen) est un roman policier de Camilla Läckberg, publié en Suède en 2022 puis paru en français aux éditions Actes Sud dans la collection Actes noirs en 2024.